# Doba (hudba)
Doba je v hudbě základní jednotka metra a rytmu. Doba představuje pevně daný časový interval. Například každé klepnutí metronomu představuje jednu dobu, v jiném kontextu může být doba celý interval mezi dvěma klepnutími metronomu.
Hudba je často charakterizována sekvencí střídajících se přízvučných a nepřízvučných dob (často nazývaných také těžkých a lehkých) organizovaných do metra. Rychlost charakterizuje tempo. Metrum určuje délku taktu - počet dob v taktu. Například označení 3/4 znamená, že jeden takt má tři doby. První doba je přízvučná (silnější) a další dvě doby jsou nepřízvučné (slabší).